# Hôtel des Laurens
LHôtel des Laurens est un bâtiment à Avignon, dans le département du Vaucluse.

## Histoire
La famille des Laurens était d'origine piémontaise. Elle est arrivée à Avignon au XVIe siècle et s'y est adonnée à la jurisprudence. Le membre de la famille le plus connu est Jérôme des Laurens (1517-1606). Il enseignait déjà le droit à 17 ans. Il a été auditeur et doyen du tribunal de la Rote, comte ès lois. Il a publié au recueil des décisions du tribunal de la Rote d'Avignon. Il a été professeur de l'Université d'Avignon et le primicier en 1550, 1571, 1578 et 1592. Il décide en 1590 de rebâtir la maison qu'il habitait sur le plan de Lunel avec une autre façade sur la rue des Masses, actuelle rue Bouquerie. Ces travaux se sont poursuivis jusqu'en 1597. Comme on peut encore en voir des traces, les façades avaient des fenêtres à croisées. Le couronnement était crénelé.
Deux de ces fils ont continué dans la carrière juridique, l'aîné, François, au tribunal de la Rote, le troisième, Jean, à la Faculté de droit. Ils se sont partagé la maison. Jean des Laurens a eu la partie de la maison ayant une façade sur le plan de Lunel. Il en a terminé la construction et les aménagements intérieurs. Il a probablement fait construire le vestibule, le grand escalier et la salle basse plafonnée à la française.
L'hôtel est revenu à son deuxième fils, Henri des Laurens (1604-1669) qui a succédé à son père à la Faculté de droit, et auditeur au tribunal de la Rote. Il s'est marié en 1636 avec Catherine de Rhodes dont il a eu 18 enfants, dont sept qui lui ont survécu. Pour loger cette grande famille, il a entrepris d'agrandir l'hôtel. En 1638, il fait construire un quartier sur la basse-cour et réparer l'entrée de la maison. En 1646, il ajoute un nouveau bâtiment avec une chambre surmontée d'un cabinet. En 1650, il a fait prolonger la façade du plan de Lunel le long de la rue de la Petite-Calade. Dans la cour de l'hôtel il y a un puits et un poulailler.
Henri des Laurens a comme héritier son fils aîné, Georges-Dominique des Laurens, docteur ès lois. Henri des Laurens a résilié en sa faveur, en 1668, sa charge d'auditeur du tribunal de la Rote. Georges-Dominique des Laurens a acheté la seigneurie de Brantes qui a été érigée en marquisat par le pape Clément X par bulles en 1674. Il a été deux fois viguier et deux fois premier consul d'Avignon. Il a été premier consul en 1689, quand Louis XIV décide d'envahir le Comtat qui est alors placé sous les ordres du comte de Grignan, le gendre de Madame de Sévigné. Cela lui a imposé de rendre visite au comte de Grignan dans son château. C'est peut-être à la suite de cette visite qu'il a décidé d'embellir son hôtel et de rajeunir l'escalier. Mais il va décider de quitter Avignon pour s'installer à Paris, vendant le marquisat de Brantes et, en 1709, son hôtel du plan de Lunel.
L'hôtel a été acheté par Gabriel de Guiramand, seigneur d'Entrechaux. Il a fait faire des réparations à la façade. Il est mort en 1739. Ses deux fils ont habité l'hôtel.
L'hôtel est acquis avant 1785 par Joseph-François de Joannis, marquis de Verclos. Il est probablement le commanditaire de la transformation de la façade avec les grandes fenêtres actuelles, et reprendre la décoration intérieure. Son fils, César Joannis de Verclos, a conservé l'hôtel jusqu'en 1835.